# 振替
| ウィキペディアには「振替」という見出しの百科事典記事はありません（タイトルに「振替」を含むページの一覧/「振替」で始まるページの一覧）。 代わりにウィクショナリーのページ「振替」が役に立つかもしれません。 |